# Palma Sola (Jujuy)
Palma Sola è un comune (municipio in spagnolo) dell'Argentina, appartenente alla provincia di Jujuy, nel dipartimento di Santa Bárbara.
In base al censimento del 2001, nel territorio comunale dimorano 5.318 abitanti, con un aumento del 9,97% rispetto al censimento precedente (1991). Di questi abitanti, il 47,96% sono donne e il 52,03% uomini. Nel 2001 la sola città di Palma Sola, sede municipale, contava 3.302 abitanti.